# Scolyminae
Scolyminae es una subtribu de la tribu Cichorieae de plantas con flores perteneciente a la familia Asteraceae, subfamilia Cichorioideae.

## Descripción
Son plantas herbáceas anuales o perennes con hojas enteras a pinnatisectas o someramente lobuladas. Los capítulos tienen receptáculo con escamas y los aquenios carecen de vilano o tienen uno de escamas lanceoladas o de aristas barbeludas. Tanto Gundelia como Scolymus tienen hojas espinosas, polen de morfología similar y capítulos sésiles. Gundelia tiene morfológicamente una posición aislada y excepcional en la subfamilia Cichorioideae por sus flores sin lígulas pero solo con flósculos y por sus sinflorescencias de 3-7 capítulos primarios uniflorales, cada uno de involucro reducido, que forman un capítulo secundario, y a su vez unas docenas de estos últimos están agregados en lo que parece el capítulo real, pero que en realidad también es un capítulo derivado terciario.

## Distribución
Nativa en todo el Mediterráneo hasta Afganistán y, puntualmente y curiosamente, en Sudamérica (Argentina, Provincia de Buenos Aires y Entre Ríos), aunque también se considera que es introducida en este país y otros del Cono Sur. Introducida en Australia y localmente en Norteamérica.

## Taxonomía
A la luz de los recientes análisis moleculares, la subtribu Scolyminae, así revisada, está conformada por 4 géneros en una docena de especies.
Filogenéticamente, el género Catananche es hermano del clado que incluye Hymenonema y Scolymus, mientras Gundelia se hermana con los 3 géneros anteriores.
Clásicamente, Scolymus fue tratado como un género aislado sin relaciones aparentes con otros miembros de los Asteraceae y se colocó formalmente en una subtribu como su único miembro; por otra parte Catananche e Hymenonema se juntaron con Rothmaleria en una subtribu differente. Sin embargo, y por razones palinológicas, se reunieron en una misma subtribu Scolyminae, los 4 géneros anteriores. Según los análisis moleculares anteriormente evocados Rothmaleria no está relacionado con Catananche y Hymenonema, pero con el género Tolpis, como se suponía a partir de los datos morfológicos, y por lo tanto colocado en la subtribu Cichoriinae.

## Géneros
- Catananche L., Sp. Pl., vol. 2 , p.: 812, 1753 y Gen. Pl., n.º 824, p. 354, 1754 - 5 especies
- Gundelia L., Sp. Pl., vol. 2 , p.: 814,   1753 y Gen. Pl., n.º 828, p. 356, 1754   - 2 especies
- Hymenonema Cass., Bull. Sci. Soc. Philom. Paris, 34, 1817 - 2 o 3 especies
- Scolymus Tourn. ex L., Sp. Pl., vol. 2, p. 813, 1753 y Gen. Pl., n.º 826, p. 355, 1754 - 2 o 3 especies[3]